# Detección del sistema "Metox" de los submarinos alemanes
Durante los años 1942 y 1943, los submarinos alemanes incorporan unos aparatos de detección radioeléctricos denominados "Metox". Sin embargo, pronto se hace evidente que tales aparatos radian energía, lo cual hacía posible su detección por parte de los aviones británicos. 

## Informes preocupantes

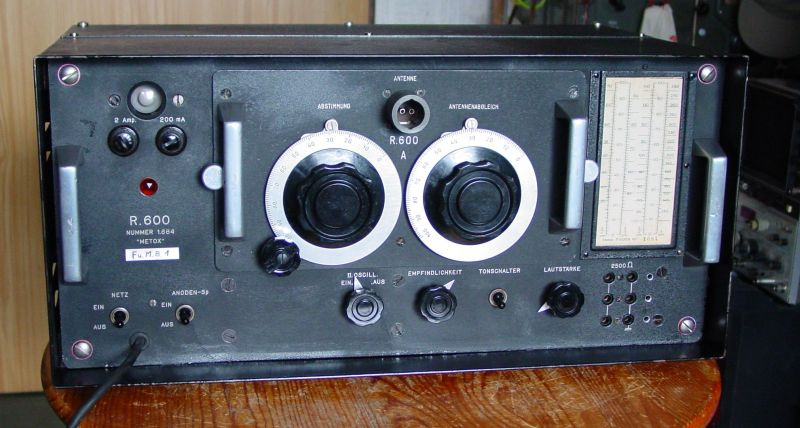
El fracaso del “Buque 14” terminó de convencer al Großadmiral Dönitz de que la misión principal de la Marina alemana, la destrucción del tonelaje británico, descansaba casi únicamente en el arma submarina.
El programa de construcciones establecido al comienzo de la guerra estaba teniendo una realización tan completa que cada día se incorporaba un nuevo submarino a la flota. Los éxitos crecen mes a mes a pesar de los progresos de la defensa británica. Pero en el verano de 1942 se producen extraños sucesos.
El Großadmiral Karl Dönitz recibía cordialmente a sus comandantes de submarinos que regresaban de sus cruceros en su Cuartel General de Kernével, cerca de Lorient, pero al día siguiente los sometía a un interrogatorio, en donde le daban cuenta minuciosamente de las órdenes cumplidas y de las decisiones y torpedos disparados.
Las mejores bazas de los submarinos alemanes eran la noche y el tiempo nublado. Ese día, el interrogatorio dura toda la noche. No es la primera vez que un U-Boot ha sido atacado de repente por un avión no divisado previamente. La noche ya no era la aliada de los submarinos que había sido hasta entonces. Un comandante de submarino explicaba al Großadmiral Karl Dönitz: 

“…navegábamos en superficie, a velocidad de crucero. De repente, percibimos el zumbido de un avión. Algunos segundos más tarde se encendía un proyector iluminando exactamente la parte de popa. Al mismo tiempo, el avión abría fuego. No nos había buscado con su proyector; debía saber con anterioridad dónde nos encontrábamos. El haz de luz estaba dirigido con la mayor precisión sobre nuestra popa”
Informe de un comandante de submarino al Großadmiral Karl Dönitz#GGC11C

Después del interrogatorio, Dönitz y su Estado Mayor se devanan los sesos. En el curso de las semanas siguientes, Dönitz volvería sobre el asunto. Un oficial del Estado Mayor observa que esos ataques en la noche y con bruma son demasiados frecuentes como para ser casualidad. Los aviones británicos poseían, evidentemente, un nuevo aparato de detección que les permitía atacar un objetivo incluso cuando la visibilidad era nula.
El almirante Maertens, jefe del servicio de Transmisiones de la Marina, recibe una convocatoria de Dönitz. Debía comprobar si los aviones británicos poseían aparatos análogos a los radiotelémetros. El servicio de Información seguía esa pista desde hacía cierto tiempo. Las estaciones alemanas establecidas a lo largo de la costa francesa habían recibido la orden de observar con toda atención las emisiones que pudieran efectuarse en las longitudes de onda correspondientes.
A principios de junio de 1942, el almirante Maertens envía a presencia de Dönitz al capitán de navío Stummel, que habría de sucederle. Stummel le confirmó al Gran almirante que se trataba de aparatos de detección radioeléctricos. Las estaciones alemanas habían comprobado en forma segura que los aviones británicos, que patrullaban al norte del golfo de Vizcaya, utilizan impulsiones de alta frecuencia para buscar y atacar sus objetivos; y aún sabía más: “Esos aparatos del adversario, denominados A.S.V., operan habitualmente en la onda de 120 centímetros”. En ello no había nada de particular ni de nuevo, puesto que los radiotelémetros alemanes Seetakt operaban hasta los 80 centímetros. Dönitz se preguntaba cómo podían poseer los aviones tales aparatos, debido a que sus antenas eran demasiado aparatosas como para ser montadas en aviones. Y la pregunta final de Dönitz a Stummel fue: “¿Qué podemos hacer contra eso?”.
Al capitán Stummel se le ocurrió que se podrían instalar aparatos de escucha en los submarinos, a fin de poder detectar las emisiones de los aviones y enterarse así de su aproximación con el tiempo necesario para sumergirse antes de ser atacados. Pero el problema era que no se disponía de la cantidad necesaria de aparatos. Los aparatos experimentados habían sido colocados en tierra y en cualquier caso habría que hacerles algunos cambios para que operasen en las difíciles condiciones en que operaban los submarinos. Stummel le aclara al Großadmiral que con estos aparatos no sería posible localizar al enemigo, pero al menos se podría avisar a los U-Boot para que se sumergieran cuando los aviones enemigos se encontrasen en las cercanías. Dönitz soltó la pregunta final: “¿Quedará tiempo suficiente antes de que surja el avión y arroje sus bombas?”. Stummel agregó: “Estoy seguro de ello, pero sólo la experiencia nos lo demostrará”. La entrevista terminó cuando finalmente Dönitz agrega: “¡Quiero esos aparatos de observación lo antes posible! ¡Mejor hoy que mañana!”.

## La solución
La casualidad acudió en ayuda de los submarinos alemanes. Una fábrica de aparatos de radio situada en París tenía cien receptores capaces de desempeñar el papel que se les asigna. Son inmediatamente enviados a las bases de submarinos. Se les bautiza con el nombre de “Metox”, que así se denomina la casa comercial que los construye. Se construyen apresuradamente las antenas especiales, en forma de cruz, a las que se denomina “cruz de Vizcaya” (Biscaya Kreuz). Principalmente la navegación por el golfo de Vizcaya es la peligrosa.
Dönitz presiona fuertemente para que los nuevos aparatos se instalen en sus submarinos lo antes posible. Sus temores eran grandes. En julio, los británicos habían destruido doce submarinos en el mar, quince en agosto, y la mayor parte mediante ataques aéreos inesperados. Nunca desde principios de la guerra las bajas habían sido tan elevadas. Dönitz confía en que los Metox y las cruces de Vizcaya traerían la salvación a sus U-Boot.
A medida que los submarinos van teniendo instalado el nuevo aparato, se van haciendo a la mar para su peligrosa travesía por el golfo de Vizcaya, para hacer la prueba. Unos días después, Dönitz respiraba aliviado: llegaban las primeras noticias tranquilizadoras en el sentido de que los Metox funcionaban y representaban una preciosa ayuda.
El nuevo aparato funciona acústicamente. En el momento en que el submarino emerge, la cruz de Vizcaya, montada en el puente, se orienta en todas direcciones. Abajo, en el interior del submarino, un miembro de la tripulación se mantiene a la escucha a fin de percibir el leve ruido que revelaría los impulsos emitidos por el aparato de marcación de los aviones británicos. Habitualmente, un simple “tit, tit, tit” se escuchaba en los auriculares de la escucha. Al escucharse un ligero sonido diferente, el escucha, dirigiéndose a la torrecilla avisaba, “¡Marcación!”, ante lo cual el submarino se sumergía precipitadamente. No se disponía más que de algunos minutos para realizar la inmersión defensiva ante la aparición de un avión.
Sin embargo, ante cualquier impulso el aparato suena amenazador y las inmersiones son constantes y muy seguidas. Lamentablemente los aparatos no distinguen las señales emitidas por un avión o por la costa. Ello constituía una dura prueba para los nervios de los tripulantes. Bajo el agua los submarinos no desarrollaban más de tres a cuatro nudos y los acumuladores de la batería no podían estar sumergidos indefinidamente. Los falsos positivos se convierten en una obsesión. Lo más desesperante era que, cerca de los convoyes, los destructores, corbetas y aviones que los escoltan operan todos con radar y los “Metox” avisan incluso antes de que el submarino haya sido localizado por ellos.
Muchas tripulaciones se desmoralizaban, hasta el punto de que los comandantes, furiosos, ordenaban simplemente que cesase la escucha en el Metox, recurriendo a sus ojos y oídos antes que sufrir la terrible tensión nerviosa. Mientras tanto, el almirante mayor Dönitz respiraba aliviado a pesar de que sus submarinos se veían obligados a hacer inmersiones cada vez más prolongadas. La lucha se iba volviendo más áspera, pero, al menos se disponía de un remedio contra los peligros más graves: ser sorprendidos por los aviones. Pero Dönitz no estaba del todo confiado en sus nuevos aparatos; muchas veces decía a sus oficiales del Estado Mayor: “Hemos doblado el cabo y encontrado una vez más la solución, pero ignoramos lo que aún puede surgir…”. Eso no le impide enviar notas al Alto Mando en Berlín y formular advertencias en previsión de nuevas y peligrosas sorpresas. 
Pero las estadísticas prueban que el Metox y la cruz de Vizcaya estaban cumpliendo su objetivo. En septiembre, las pérdidas de submarinos habían disminuido sensiblemente y el número de éxitos aumentaba. En noviembre, los U-Boot destruyen cerca de un millón de toneladas de buques aliados. El tonelaje de las nuevas construcciones supera en mucho al de los submarinos hundidos, por lo que el efectivo de los “lobos grises” ascendía de semana en semana. En el campo británico, el tonelaje disponible no cesaba de disminuir y el correspondiente a las nuevas botaduras no marchaba de acuerdo con la curva gráfica indicadora de las pérdidas. El almirante Dönitz estaba en la cumbre de su apogeo de triunfos en los últimos días del año 1942. Si nada cambiaba, la Batalla del Atlántico podía ser ganada.

## Nuevamente el problema
Del mismo modo que en la primavera anterior, el Estado Mayor se encontró ante un enigma: otra vez los submarinos se veían asaltados bruscamente en medio de la noche más oscura o en la bruma más espesa, exactamente igual que antes de comenzar a utilizar el Metox. A pesar de seguir normalmente en servicio, las sorpresas se multiplicaban.
Entre tanto, se habían construido unos aparatos para escucha mucho más perfeccionados (FuMB). Estos exploraban automáticamente cierta zona de ondas y no señalaban la detección mediante el ya habitual “tit, tit, tit”, sino encendiendo un ojo mágico. Por aquella época un comandante de submarino relataba: 

“Sí, naturalmente, hemos utilizado el Metox. Pero el Metox se mantuvo absolutamente silencioso. Comencé a sentirme desconfiado porque en esta región hay siempre algún avión en el aire. Hice uso de los auriculares personalmente. No; no se oía nada. Casi en el mismo instante dieron desde el puente un  grito: “¡Un avión!”, el cual precipitó sobre nosotros las bombas antes de que hubiéramos podido mover un solo dedo”.
Informe de un comandante alemán de submarino sobre los problemas del "Metox"#GGC11C

Las narraciones de este tipo se multiplicaban. Nuevamente las pérdidas aumentan. A partir de 1943, los submarinos desaparecían de forma misteriosa en número incesantemente creciente.
El 8 de febrero, Dönitz hace saber a Hitler que los convoyes aliados estaban consiguiendo evitar las barreras de submarinos. Gracias a su nuevo método de marcación el enemigo, los británicos conocían evidentemente la posición exacta de cada uno de ellos. Dönitz agrega, haciendo hincapié en cada una de sus palabras: “Si no descubrimos la solución, probablemente me veré obligado a poner en su conocimiento que la guerra submarina ha quedado paralizada”.
A pesar del aumento de sus pérdidas, los U-Boot consiguieron en marzo de 1943 la cifra más alta de destrucciones de toda la guerra. Dos grandes convoyes, que circulaban entre el Reino Unido y Norteamérica, tropiezan con 60 submarinos, con los que libran día y noche una encarnizada batalla de la que salen victoriosos estos últimos. Pese a todo, desde el mes siguiente un grupo de igual fuerza no llega a aproximarse a ningún convoy. Los submarinos en inmersión son mucho más lentos que los buques de escolta, pero, desde el momento en que emergen para volver a adquirir su superioridad en la marcha, son localizados por los destructores y aviones y obligados a desaparecer de nuevo en las profundidades cuando no son destruidos en pocos minutos. En mayo de 1943, la guerra submarina caminaba hacia el desastre. Día a día aumentaba la lista de submarinos desaparecidos sin dejar rastro. A fines del mes de mayo son ya 43 buques. El almirante mayor Karl Dönitz llama a la mayoría de sus U-Boot. Ya no asumía la responsabilidad de dejarles operar en tales condiciones.
En el campo alemán reinaba la oscuridad más completa acerca de las causas de la debacle. Sólo se suponía que los aliados poseían unas “mágicas” antenas. Se pensaba que se trataba de un nuevo aparato de detección que les permitía a los aliados “ver” en las peores condiciones atmosféricas, en tanto que los U-Boot caminaban a ciegas hacia su perdición. Lo más grave consistía en no existir ningún posible remedio. Los servicios especiales sospechaban que los aparatos aliados operaban en otra gama de frecuencias que no detectan los Metox. Pero se había experimentado con todos los rangos posibles, sin que nada viniera a confirmar esta suposición.
Finalmente se obtuvo alguna pista. Numerosos comandantes de submarinos habían demostrado cierta aversión por el Metox, no solo por la tensión nerviosa a que los sometía, sino también por razones intuitivas. Los escuchas habían percibido frecuentemente curiosos sonidos cuando otro submarino se deslizaba por las proximidades. Al regreso a sus bases habían comprobado que el otro buque tenía en aquel momento su Metox funcionando. La pista era que, claramente, el Metox irradiaba energía.
Sin embargo, no se sabía si esta era realmente la causa de la detección, puesto que los aviones aliados deberían llevar un verdadero laboratorio para, a partir de esas emisiones energéticas del Metox, poder localizarlos, así que se decide abordar con detenimiento el problema.

## Las investigaciones científicas
En la primavera de 1943 un Focke-Wulf Fw 200 sobrevolaba en solitario el estuario de Gironda, en tanto que un submarino avanzaba debajo para efectuar unos ensayos. La radio del U-Boot recibe la orden de hacer funcionar su Metox. El alférez de navío Von Willisen, perteneciente al servicio de Transmisiones de la Marina, que se encuentra en el avión, vigilaba atentamente sus instrumentos. Así, detecta un innegable movimiento de la aguja y ruidos en sus auriculares: supone que no podían provenir más que del submarino que navegaba debajo y que tenía su Metox funcionando. Willisen hace desconectar el Metox del submarino y el submarino ya no es audible. La experiencia se repitió varias veces y ya no quedó duda: el Metox irradiaba energía. A la altura de 2000 metros, el avión podía percibir esa irradiación hasta a 110 kilómetros de distancia del submarino. La comisión regresó a París e informó de sus resultados al comandante en jefe, el almirante mayor Karl Dönitz. Los teletipos del comando central trasmitieron a todas las unidades y secciones interesadas la orden de quitar sin demora todos los Metox de los submarinos. A los que se encuentran en el mar se les prohibía usarlos. Era el 3 de agosto de 1943 y el entonces primer oficial del U-230 lo describe de esta manera: 
```
¨
```

El 3 de agosto recibimos un mensaje del cuartel general que tuvo sobre nuestras vidas un impacto mayor que cualquier otro desde el inicio de la ofensiva aliada. A TODOS LOS SUBMARINOS. ATENCION. A TODOS LOS SUBMARINOS. CIERREN INMEDIATAMENTE EL METOX. ENEMIGO CAPAZ DE INTERCEPTARLO. MANTENGAN SILENCIO RADIAL HASTA NUEVO AVISO. 
Esta advertencia alcanzó al U-230 a tiempo, pero llegó demasiado tarde para algunos de los 100 submarinos que habían sido hundidos antes del descubrimiento. Subitamente supimos que, en nuestro esfuerzo por sobrevivir, habíamos usado un aparato que delataba nuestra posición tan claramente como un árbol de navidad iluminado. Semanas y meses habíamos estado enviando invitaciones a nuestro propio funeral
 Ataudes de acero  Capt. Herbert Werner 

Sin embargo, el problema ya no era que los Metox irradiaran energía, porque con Metox o sin estos, los submarinos seguían siendo localizados y destruidos. En mayo de 1943 reinaba cierta agitación en la Sala de Conferencias del Estado Mayor General de Marina en Berlín. Se reunieron allí destacados científicos, ingenieros y directores de fábricas especializadas en la fabricación de aparatos de radio. Todos los técnicos especializados en alta frecuencia se encontraban reunidos allí. El almirante Dönitz los había convocado, así como a altos oficiales del servicio de información de la Marina y del Aire, del Estado Mayor General y del arma submarina.
Los ingenieros de la casa Telefunken se hallaban también presentes. En su laboratorio de Humboldt Haine estaban tratando de investigar y reconstruir un aparato diminuto de apariencia insignificante que había sido recuperado de un bombardero inglés abatido cerca de Rótterdam en enero de 1943. Un joven oficial de marina dio inicio a la conferencia, exponiendo los hechos, dando cifras y comparándolas, acerca de lo que sucede en el golfo de Vizcaya y en el Atlántico. Los técnicos de Telefunken habían avanzado sus investigaciones en su laboratorio de Zehlendorf, pero un bombardeo de notable precisión lo había destruido a principios de marzo. Afortunadamente, los restos del bombardero habían sido rescatados de los escombros producidos por el bombardeo, pero el trabajo de dos meses había desaparecido. Se había intentado profundizar en su funcionamiento, pero hasta entonces no había nada. Finalmente toma la palabra el almirante mayor Karl Dönitz, y les dice:

“Imaginad lo siguiente: hacemos zarpar un grupo de cinco submarinos que poseen una misión común. Al cabo de dos o tres días, repentinamente, todos ellos cesan de enviar noticias. Se evaporan por completo, se funden en la nada… No obstante, ha de existir una explicación. Asimismo, debe haber una posibilidad de descubrir el remedio. Ayudadme, pues de lo contrario la guerra submarina ha llegado a su fin. ¡Inventad una protección para que podamos continuar combatiendo!”
Karl Dönitz#CGGC11C

## Otros métodos
El uso de hidrófonos por parte de la Kriegsmarine permitió a los submarinos alemanes la ventaja de saber, casi de inmediato, si habían hecho blanco o no, ya que se oía perfectamente. La desventaja de este sistema era la poca precisión que ofrecía, ya que no se sabía qué barco habían hundido. Por otra parte, la incorporación “de serie” permitía a los submarinos no estar desprotegidos frente a los enemigos, siempre al acecho. 
Continúa en Uso del radar en la Kriegsmarine.